# Antonio Ruberti
Antonio Ruberti (ur. 24 stycznia 1927 w Aversie, zm. 4 września 2000 w Rzymie) – włoski polityk, inżynier i nauczyciel akademicki, parlamentarzysta, od 1987 do 1992 minister odpowiedzialny za naukę, w latach 1993–1995 członek Komisji Europejskiej.

## Życiorys
Z wykształcenia inżynier. Był pracownikiem naukowym fundacji Fondazione Ugo Bordoni, a od pierwszej połowy lat 60. nauczycielem akademickim na Uniwersytecie Rzymskim – La Sapienza. Od 1964 profesor tej uczelni, specjalizował się w zagadnieniach z zakresu teorii sterowania oraz teorii systemów. W latach 1973–1976 pełnił funkcję dziekana wydziału inżynierskiego, a następnie do 1987 rektora uniwersytetu.
W latach 1987–1992 wchodził w skład włoskich rządów, którymi kierowali Giovanni Goria, Ciriaco De Mita i Giulio Andreotti. Początkowo był ministrem bez teki odpowiedzialnym za koordynację w zakresie badań naukowych i technologii, w 1989 przez pewien czas tymczasowym ministrem, a następnie od 1989 ministrem szkolnictwa wyższego i nauki. W 1992 z ramienia Włoskiej Partii Socjalistycznej uzyskał mandat posła do Izby Deputowanych. Od 1993 do 1995 był członkiem Komisji Europejskiej Jacques’a Delorsa, odpowiadając za naukę, badania naukowe, rozwój technologiczny i edukację. W 1996 z listy Demokratów Lewicy ponownie wszedł w skład niższej izby włoskiego parlamentu XIII kadencji, w trakcie której zmarł.
Odznaczony m.in. Orderem Zasługi Republiki Włoskiej klasy III (1980) i II (1983).